# 王智彪
王智彪（1958年6月—），汉族，中华人民共和国医学专家，政治人物、第十一届全国政协委员。

## 介绍
王智彪于1983年毕业于重庆医科大学后，进入重庆医科大学附属第二医院妇产科工作。1993年，王智彪获医学博士学位，1994年加入九三学社，1996年破格晋升为教授。1996年7月，王智彪在英国剑桥大学学习期间，出席了欧洲声化学学会第五届会议并提出“生物学焦域"理论概念，为解决高强度聚焦超声在生物组织内治疗剂量学研究的问题作出贡献。生物学焦域理论的推出，使得超声波治疗剂量对人有了定量划分，赋予了HIFU研究的实用性学术价值。1998年，王智彪被评为博士生导师。1999年8月，王智彪作为海扶刀项目发明人，参与组建了由重庆医科大学等几家单位为股东的“重庆海扶技术有限公司”，为海扶刀的产业化发展打下基础。
此后，王智彪又担任九三学社中央委员、重庆医科大学生物医学工程系主任。2008年，王智彪当选第十一届全国政协委员，代表医药卫生界，分入第四十六组。